# Aleurocystis hakgallae
Aleurocystis hakgallae är en svampart som först beskrevs av Berk. & Broome, och fick sitt nu gällande namn av Gordon Herriot Cunningham 1956. Aleurocystis hakgallae ingår i släktet Aleurocystis och familjen Stereaceae.   Inga underarter finns listade i Catalogue of Life.